# 犬若なずな
犬若なずな（いぬわかなずな、Nazuna Inuwaka）は、悠紀エンタープライズ開発の2D対戦型格闘ゲーム『アルカナハート』シリーズに登場する架空の人物。
担当声優は橋本まい。

## キャラクター設定
姉の犬若あかねと共に『すっごい！アルカナハート2』の追加キャラクターとして初登場する。『すっごい！』では無印『2』から続投しているキャラクターでストーリーモードをプレイすると、4人目の対戦相手として乱入することがある。
『3』では日本聖霊庁から日本各地の次元の歪みの対処を命じられる。この際、このはより先に手柄を立てようと思っている。

## 人物
千年守・朱鷺宮神依に仕えるあやかしの一族「犬若丸一族」から派遣された少女。あいまいな事が許せない勤勉な性格で、身体は弱いながらも、根っからの生真面目さで日々勉学や修行に励んでいる。ルールや規範を外れることを嫌い、納得できないことには明確に異議を唱えるが、自分の正しさを過信しているふしがある上、気が短いので、受け入れられないとすぐに怒り出してしまう癇癪持ち。
犬若丸流忍術をベースにした聖霊使役術に長けており、霊獣「はやた」霊鳥「ふすみ」等を使役して闘う。
現在は一族ゆかりのある人物が経営する赤羽の甘味処「稲穂庵」に身を寄せ、そこでウェイトレスもしているが、よくお皿を割ってしまい、叱られることもしばしば。折り紙やあやとり、カルタといった、日本の伝統的な室内遊びが好きで、「稲穂庵」のみつ豆やお茶が大好物。

## キャラクターの特徴
技の数が多様で、状況に応じて多種多様な攻め方が出来る。しかし、必殺技・超必殺技のほとんどは、独自のゲージである「霊力ゲージ」を消費して発動する。霊力は自動で回復するものの、使い切ってしまうとアルカナゲージが足りていてもこれらの技が出せなくなる（アルカナ技は出せる）上、霊力はしばらく回復しなくなってしまうので、無計画に技を使用すると結果的に大きな弱体化を招く事になる。
よって、これらの技を使用するタイミングをうまく調整し、いかにベストなタイミングで技を出していくかが重要になる。

## 技の解説

### 必殺技
杖術・真鉤
聖杖「つみこ」を前方または斜め上に投げる。発動後の追加入力のボタン連打によって、杖を回転させて攻撃させ、ヒット数がアップする。
杖術・魂極
杖で足元を攻撃し、相手を捕らえて攻撃する投げ技。ヒット時には霊力ゲージを回復させることができる。
獣術・陽炎
霊獣「はやた」を突進させる。Cで出すと突進後さらに回転しつつ急降下する攻撃が加わる。
鳥術・鵺鳥
追従している霊鳥「ふすみ」を、その場に停滞させる。
鳥術・鷂
停滞している霊鳥を、追従させる。
鳥術・梓弓
霊鳥が相手に向かって飛び道具を放つ。
召喚・天狼
狼を召喚し、前方へ攻撃させる。
召喚・玉兎
ウサギを召喚し、後方の地面→画面端→画面上部へと飛び跳ねるように攻撃させる。
召喚・鈴蜂
蜂を召喚し、前方に飛ばして攻撃する。
霊術・朝露
体力を少し消費して、霊力を回復させる。霊力ゲージが無い状態だと使用できない。

### 超必殺技
聖杖・真十鏡
「杖術・真鉤」の強化版。杖を前方へ飛ばし、さらに高速回転させて攻撃。ヒット後は相手を打ち上げるが、ホーミングキャンセルは出来ない。
鳥獣・五百重波
霊獣と霊鳥が同時に攻撃する。霊鳥が突進し、ヒットすると演出に入る乱舞技。
開放・射干玉
無数の蝶を召喚し、暗転中にボタンを押し続けると、それに応じて蝶を「天狼」「玉兎」「鈴蜂」に変化させられる。

### クリティカルハート
封呪・鳴神
霊力を全て消費しての攻撃。飛び掛って杖で攻撃し、ヒット時は相手を捕らえて雷を落とす。ヒット後は左と下を連続して追加入力する必要がある。成功すると相手の移動速度を下げ、必殺技や超必殺技を封じることができるが、失敗するとダメージが減ってしまう上に自分もダメージを受け、霊力ゲージが回復しなくなり、こちらの必殺技等が封じられてしまう諸刃の剣の技。

## 契約アルカナ
花のアルカナ カヤツヒメ (Cayatshime)
花のような頭部を持ち、着物を纏った女性のような姿をした聖霊。もとは小犬丸一族の守護アルカナモリオモトと一体のものであったとされている。犬若丸一族の守護アルカナで、植物そのものを司るモリオモトに対し、成長や繁栄、豊穣を司っている。

### 属性効果
護りの花弁
相手からのカウンター攻撃を、全て無効化する。
露華
溜め成立攻撃がヒットすると、相手のパワーゲージを吸収する。

### アルカナ必殺技
一重咲
花の形の飛び道具を放つ。発射前にレバーで飛ばす方向を変えられる（入力が無い場合は前方に飛ぶ）。
花に嵐
飛ばした「一重咲」を拡散させる。
幻の花
花を植える。植えられた花は「芽→つぼみ→花→実」と、時間の経過によって成長を続け、実を成すと枯れて消える。花の近くにいると、花の成長度に応じた量のパワーゲージが増加したり、体力が回復したりするなどの様々な効果を得られる。植えられる花は全部で3種類あり、ラウンドを持ち越して効果が持続するので、ダウン中や暗転中でもゲージはどんどん増える。相手の攻撃によって壊れることも無く、この花の近くに陣取って技を連発する戦法が取れる。
摘花
植えた花を採取して、体力を回復する。採取した花は消える。実のときが回復量が一番多い。採取した花の種類によっては、一定時間スーパーアーマー状態になったり、攻撃の補正が下がってダメージが大きくなったりする場合もある。

### アルカナ超必殺技
八重紅彼岸
「一重咲」の強化版。巨大な花の渦を、前方に発生させる。
夢の花
「幻の花」の強化版。花を植える。一種類しか植えることが出来ないが、こちらのほうが発生が早い。この花の近くにいるとパワーゲージが増加する他、ホーミングゲージが減らなくなったり、体力を回復する効果が得られる事もある。
うつろいの光
設置した花を一段階成長させる。

### アルカナブラスト
曼珠沙華 花の効果
花接触の効果を得られる範囲が拡大する。

### アルカナフォース
夢幻の花園
幻の花が自動的に発生し続け、成長速度が大幅に上昇する。効果が終了すると花は全て消えてしまう。効果中はパワーゲージの効果は得られないので、主に「摘花」の使用を目的としている。

### アルカナブレイズ
桜守
画面全体に攻撃判定が発生。ヒットすると相手を捕らえ、桜の花びらが舞い散る。発生は遅め。

## その他
- 犬若丸一族は、このはの属する子犬丸一族と同様千年守の補佐をする役割を担っており、ヨーロッパに渡った時の千年守を補佐したのも犬若丸一族であるとされている。もとは子犬丸一族とは一体のものであったが、当時の2人の従者が次の従者を送り出すのは自分であることを主張して以降分裂したままである。
- この事からこのはに対しては、当初は敵対的な態度をとっていたが、エピローグではよきライバルとして切磋琢磨することとなる。
- 犬若姉妹のいる「甘味処稲穂庵」は、はぁとの「喫茶あいの」の近所にある。